# Harry Zeller
Harry Raymond Zeller (nacido el 10 de julio de 1919 y fallecido el 22 de septiembre de 2004 en Pittsburgh, Pensilvania) fue un jugador de baloncesto estadounidense que disputó una temporada en la NBA, y una más en la AAPBL. Con 1,93 metros de estatura, jugaba en la posición de ala-pívot.

## Trayectoria deportiva

### Universidad
Jugó durante dos años con los Panthers de la Universidad de Pittsburgh, para acabar jugando en los Presidents del Washington & Jefferson College, convirtiéndose en el primer jugador salido de dicha institución en jugar en la BAA o la NBA.

### Profesional
En 1946 se incorporó a la plantilla de los Pittsburgh Ironmen de la recién creada BAA, con los que jugó la única temporada del equipo en la liga, en la que promedió 7,5 puntos por partido, siendo uno de los más destacados del equipo. Jugó posteriormente una temporada en los Pitt-Altoona Railroaders de la liga menor AAPBL.

## Estadísticas de su carrera en la BAA

### Temporada regular
| Temporada | Edad | Equipo             | Liga | TIT | TC  | TCA | %TC  | TL  | TLA | %TL  | ASIS | FP  | PTS |
| 1946-47   | 27   | Pittsburgh Ironmen | BAA  | 48  | 2.5 | 8.0 | .314 | 2.5 | 3.7 | .689 | 0.6  | 3.7 | 7.5 |
| Total     |      |                    | BAA  | 48  | 2.5 | 8.0 | .314 | 2.5 | 3.7 | .689 | 0.6  | 3.7 | 7.5 |